# Chaerophyllum taiwaniana
Chaerophyllum taiwaniana är en flockblommig växtart som först beskrevs av Genkei Masamune, och fick sitt nu gällande namn av K.F. Chung. Chaerophyllum taiwaniana ingår i släktet rotkörvlar, och familjen flockblommiga växter. Inga underarter finns listade i Catalogue of Life.